# Sky Mangel
Sky Mangel (previamente Bishop), es un personaje ficticio de la serie de televisión australiana Neighbours, interpretada por la actriz Stephanie McIntosh del 13 de agosto del 2003 hasta el 3 de agosto del 2007. Sky fue interpretada anteriormente por la actriz Miranda Fryer del 1 de febrero de 1989 hasta 1991. El 20 de marzo del 2015 Stephanie apareció brevemente en la serie para celebrar el aniversario número 30 de "Neighbours" y nuevamente el 13 de marzo del 2020 para el aniversario 35 de la serie siendo su última aparición el 20 de abril del mismo año.